# Czarzaści herbu Prus II
Czarzaści herbu Prus II, znani również jako Czyrzasty, Czerzasty, Czarasty, Czarassy, Czarżasty – polski ród szlachecki, wywodzący się z Mazowsza, ze wsi Czarzaste-Prusy w ziemi ciechanowskiej (powiat przasnyski, par. Krzynowłoga Wielka).

## Historia
Nazwa Czarzaste określała okolicę szlachecką, na terenie której w XVI w. powstało kilka wsi. Nazwa okolicy szlacheckiej miała charakter odprzymiotnikowy. Osada była założona w puszczy, w miejscu, które było „czyrzaste”, czyli w miejscu, w którym znajdowały się zbutwiałe drzewa (dodatkową wskazówką dotyczącą charakteru terenu, na którym w średniowieczu leżała osada, jest nazwa wydzielonej później wsi: Czarzaste-Błotki). 
W 1428 roku Falisław de Czarzaste swoje puste części we wsi Czarzaste w ziemi ciechanowskiej sprzedał Stanisławowi, Wielislawowi, Jakubowi, Mikołajowi i Borzymowi de Czarzaste. W ten sposób wydzieliły się m.in. Czarzaste Wielkie i Czarzaste Błotki (dziedziczone przez potomków Wielislawa), Czarzaste-Prusy (dziedziczone przez potomków pozostałych wymienionych). Moment zakupu części w Czarzastych oraz wyodrębnienie się osady Czarzaste-Prusy zbiega się w czasie z procesem integracji heraldycznego rodu Prusów z rodem Wilczych Kos, co opisała Jadwiga Chwalibińska. Wedle tej badaczki pierwsi przedstawiciele późniejszego heraldycznego rodu Prusów zjawiają się na Mazowszu w drugiej połowie XIII wieku, a między rokiem 1422 a 1430 dokonało się połączenie mazowieckich Prusów z Wilczymi Kosami (przedstawiciele rodu heraldycznego Wilczych Kos używali wcześniej znaku herbowego bez półtora krzyża, a posługiwali się określeniem Prusy jedynie w proklamie). Wedle wspomnianej autorki znak półtora krzyża w herbie Wilczych Kos pojawia się nad Wilczymi Kosami około r. 1430. 
Dziedzina Arnolda Chodupki de Czarzaste h. Kościesza przyjęła następnie nazwę Czarzaste Chodupki (obecnie, od 1983 r., Czarzaste Małe). W 1437 roku części w Czarzastych posiadał m.in. Ninota z Gadomca, Adam, Stanisław, Marcin oraz Piotr de Czarzaste. Zachowała się wzmianka z 1473 roku o nadaniu prawa chełmińskiego na dobra Czarzaste z podatkiem 12 groszy od łanu chełmińskiego oraz o tym, że odbiorcą nadania był Wielislaw de Czarzaste. 
W końcu XVI wieku Jakub Czarzasty kupił pewien dział od Kobylińskich herbu Łodzia i założył wieś Kobylak Złoty Kierz. Kiedy w 1590 roku Wojciech Kobyliński, dziedzic na Kobylakach Koryszach, kupił od Jakuba Czarzastego dział we wsi Kobylak Złoty Kierz, zaczęto osadę nazywać Kobylaki Czarzaste, od nazwiska dawnego właściciela. 
Na Mazowszu w XVIII w. poszczególne gałęzie rodziny Czarzastych dziedziczyły m.in. w parafii Krzynowłoga Wielka (Czarzaste-Wielkie, Czarzaste-Prusy, Czarzaste-Błotki, Grabowo-Zawady, Bystre-Chrzany, Rapaty-Święchy), w parafii Dzierzgowo (Brzozowo-Maje), w parafii Czernice Borowe (Kownaty-Maciejowice, Dzielin), w parafii Łysakowo (Przywilcz), w parafii Lekowo (Żmijewo-Gaje), w parafii Koziczynek (Szczepanki-Pieski). W tym czasie część rodziny przeniosła się do Wielkopolski.

## Rzekome pochodzenie z Węgier
W Volumina Legum, gdy ogłaszano listę elektorów biorących udział w wyborze króla Augusta II Mocnego w roku 1697, nazwisko Czarzastych zostało wydrukowane błędnie („Czarasty” i „Czarassy”). W tym czasie zapomnieniu uległo też znaczenie przymiotnika, od którego nazwę wzięła osada Czarzaste, a od niej nazwisko. W takich okolicznościach, w XIX w., w części rodziny pojawiło się przeświadczenie o jej węgierskim pochodzeniu. W ramach tego przeświadczenia poszukiwano źródeł rodzinnego herbu w nadaniu króla Stefana Batorego (który w przypadku nobilitacji dodawał nobilitowanym swój herb „Wilcze zęby”). W ten sposób zacierała się pamięć o rodzinnym herbie - Prusie II zwanym „Wilczymi kosami”. Średniowieczne początki osady Czarzaste oraz powstawanie nazwiska dziedziców osady Czarzaste-Prusy są relatywnie dobrze udokumentowane, wobec powyższego przeświadczenie o węgierskim pochodzenie rodziny nie ma uzasadnienia.

## Herbarze
Hr. Seweryn Uruski sygnalizuje błędne wydrukowanie nazwiska w Volumina legum: „Czarasty v. Czarzasty. Mylnie w Vol. Leg. wydrukowani Czarassy. W północnem Mazowszu, szlachta zagrodowa”. Następnie wymienia: „Mikołaj 1492 r. i Jan, syn Piotra 1505 r. cytowani w aktach łomżyńskich. Andrzej, viceregent zawskrzyński 1667 r. Mikołaj, syn Gotarda, właściciel części we wsiach Grabowo i Zawady, w ziemi ciechanowskiej 1682 r. Kazimierz, subdelegat płocki 1679 r. Adam, Wojciech, Andrzej, Józef i Tomasz podpisali elekcję 1697 r. z ziemią ciechanowską”. Następnie, w odrębnym haśle, dodaje: „Czarzasty. Taż familia co Czarasty”, dodając wzmiankę o Kazimierzu, poborcy płockim z 1662 r. 
Adam Boniecki ogranicza się do wzmianki, że „Czarzasty Andrzej Kazimierz, regent zawskrzyński, wspólnie z Wojciechem podpisał elekcyę króla Michała”, dodaje też hasło „Czarassy (v. Czarasty)”, a w nim „Adam, Andrzej, Józef, Tomasz i Wojciech, pisali się na elekcyę Augusta II-go”.
Z czasem przynależność Czarzastych do herbu Prus, a w szczególności do herbu Prus II, uległa zatarciu w szerszej świadomości, świadczy o tym wzmianka o rodzinie Czarzastych w wydaniu Herbarza Polskiego Kacpra Niesieckiego rozszerzona przez Jana Nepomucena Bobrowicza: „O tych dawni autorowie, ani Niesiecki nie piszą. Sami tylko Kuropatnicki i Małachowski w rzędzie nazwisk domów szlacheckich umieszczają”.

## Przedstawiciele rodziny
- Mikołaj de Czarzaste, wieczysty wikariusz kościoła w Pułtusku (1501-1513)[23]
- Mikołaj Czarzasty (-1764[24]), bernardyn[25] - lektor zakonnej prowincji wielkopolskiej O.O. Bernardynów, pierwszy lektor filozofii założonego w 1731 roku zakonnego studium filozofii przy bernardyńskim konwencie piotrkowskim[26], wikariusz prowincji[27], prowincjał (1746-9, 1755-8)[28]. W 1732 r. przewodniczył głośnej dyspucie filozoficznej w obecności deputatów piotrkowskiego trybunału koronnego. Jego staraniem, jako „zasłużonego gwardiana, który «fabrykę» wartskiego kościoła prowadził także jako prowincjał i eksprowincjał”, w latach 1756-62 odnowiono kościół w Warcie[29]. Pochowany  w Klasztorze O.O. Bernardynów w Warcie[30].
- Mikołaj Czarzasty, jezuita[31], jeden z inicjatorów beatyfikacji Św. Andrzeja Boboli[32], rektor kolegium Jezuitów w Pińsku (1719-1721, 1724-1729)[33], następnie rektor kolegium Jezuitów w Nieświeżu (w latach 1731-1735), prokurator w łuckim procesie apostolskim co do życia i męczeństwa Andrzeja Boboli, oraz cudów i łask jego pośrednictwu przypisywanych[34].
- Józef Czarzasty, kanonik brzeski i kijowski, proboszcz par. Zaręby k. Chorzel w latach 1767-1771[35].
- Saturnin Czarzasty, jeden z założycieli (1926) Miejskiego Klubu Sportowego Wicher Kobyłka[36].
- Stanisław Czarzasty (1907-1972, syn Tomasza), porucznik Wojska Polskiego oraz 2 Korpusu Polskiego, działacz społeczny i polonijny, animator polskiego środowiska w Wielkiej Brytanii, współzałożyciel Polskiego Ośrodka Katolickiego w Leamington Spa.
- Zygmunt Czarzasty (1942-, syn Józefa), prawnik, prokurator, działacz PZPR
- Włodzimierz Czarzasty (1960-, syn Wincentego), przedsiębiorca i polityk. Od 2019 wicemarszałek Sejmu IX kadencji.
- Leszek Józef Czarzasty (1965-), urodzony w Przasnyszu radny Wołomina w kadencji 2014-2018[37], przewodniczący Rady Miejskiej w Wołominie, przewodniczący Klubu Radnych Prawa i Sprawiedliwości.